# Ord & Sag
Ord & Sag er et dansksproget sprogvidenskabeligt tidsskrift udgivet af Aarhus Universitet. 
Det udkommer en gang om året med den første udgave i 1981.
Tidsskriftet beskriver dets formål som udgivelse af videnskabelige artikler "med emner inden for fagområderne dialektologi, ældre landbokultur, filologi og sociolingvistik/sociodialektologi – alt sammen fortrinsvis baseret på et jysk materiale".
Viggo Sørensen var fra 1981 til 2021 redaktør. 
Siden 2022 har redaktionen bestået af Kristoffer Friis Bøegh og Mette-Marie Møller Svendsen, begge fra Peter Skautrup Centret for Jysk Dialektforskning ved Aarhus Universitet.
Alle udgaver af tidsskriftet er tilgængelig via tidsskrift.dk-platformen.